# 姬台湾山蜗牛
姬台湾山蜗牛（学名：Cyclotus taivanus diminutus），是中腹足目山蜗牛科Cyclotus属的一种。主要分布于台湾，常生长在落叶下或地上。